# Cockpen and Carrington Parish Church

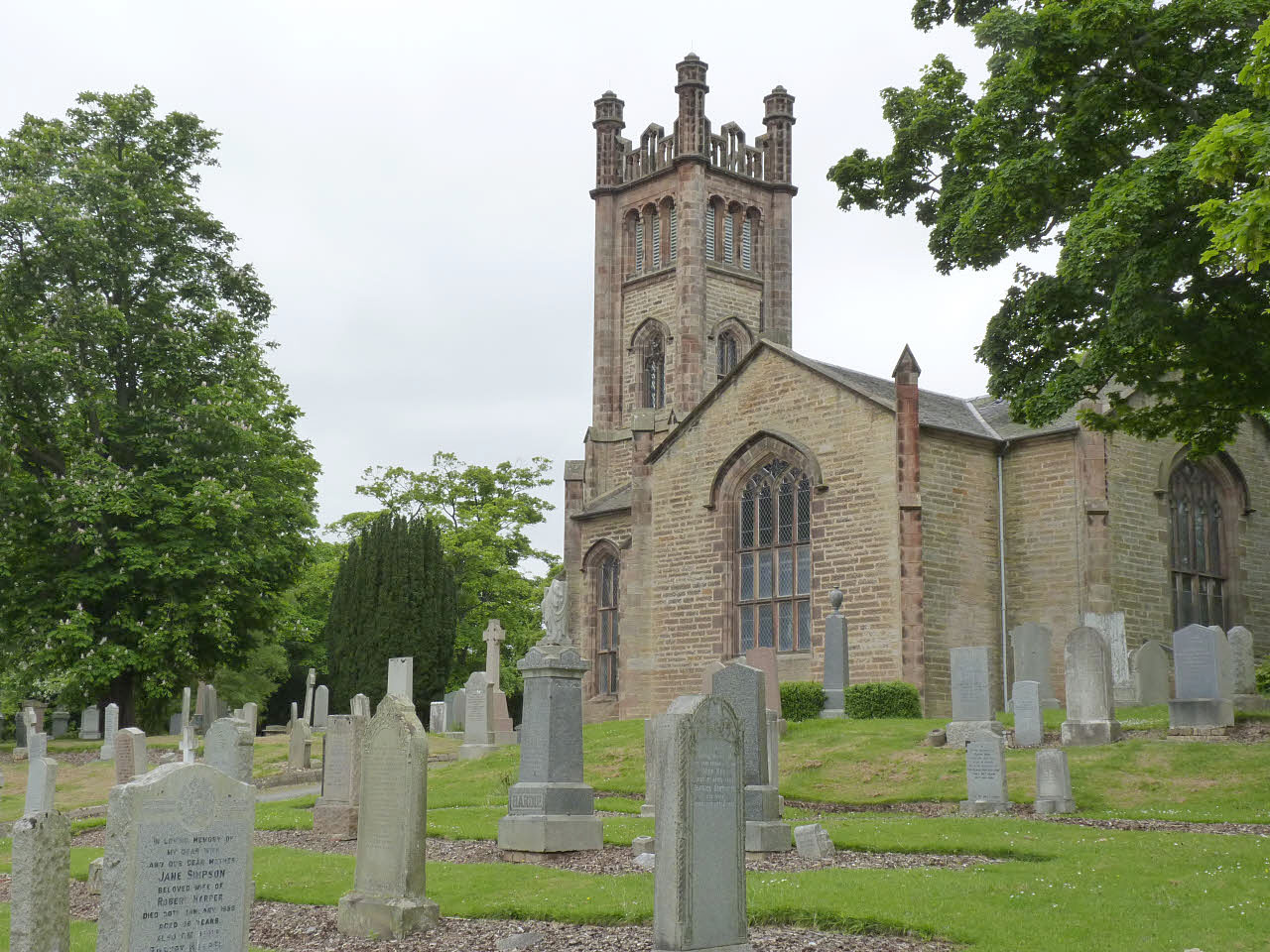
Cockpen and Carrington Parish Church

Die Cockpen and Carrington Parish Church ist ein Kirchengebäude der presbyterianischen Church of Scotland in der schottischen Stadt Bonnyrigg in der Council Area Midlothian. 1971 wurde das Bauwerk in die schottischen Denkmallisten in der höchsten Kategorie A aufgenommen. Die Kirche ist noch als solche in Verwendung.

## Geschichte
Erstmals im Jahre 1176 wird eine Kirche in der Gegend erwähnt. David of Bernham, Bischof von St Andrews, konsekrierte das Gotteshaus 1242. Dieses wurde bis zu Beginn des 19. Jahrhunderts genutzt und ist heute als Denkmal der Kategorie B klassifiziert. Die heutige Cockpen and Carrington Parish Church wurde als neue Pfarrkirche rund 1,5 km nördlich gebaut. Der Earl of Dalhousie initiierte den Neubau, der zwischen 1818 und 1820 realisiert wurde. Noch während des Baus wurden die Pläne dahingehend geändert, dass der Kirchturm sowohl von Dalhousie Castle als auch von Arniston House aus sichtbar ist. Die aus dem Jahre 1680 stammende Glocke wurde aus der alten Kirche übernommen.

## Beschreibung
Das tudorgotische Bauwerk liegt isoliert außerhalb von Bonnyrigg an der Straße nach Newtongrange. Für den Entwurf zeichnet der schottische Architekt Archibald Elliot verantwortlich. Die südwestexponierte Frontseite ist symmetrisch gestaltet. Dort erhebt sich mittig der vierstöckige Glockenturm mit dem zweiflügligen Hauptportal mit profilierter Laibung. Darüber liegen zwei aus spitzbögigen Fenstern zusammengefasste, durch Tudorbögen bekrönte schlichte Maßwerke. Unterhalb des Daches sind allseitig Drillingsfenster verbaut. Strebepfeiler ziehen sich entlang der Turmkanten und laufen in schlanken Ecktürmchen aus. Der Körper ist mit Querschiff gestaltet. Entlang der Seitenfassaden sind verschiedene Spitzbogenfenster angeordnet, die am Querhaus zu einem großen Maßwerk zusammengefasst sind. Die Dächer sind mit grauem Schiefer eingedeckt.